# Cambuskenneth Abbey

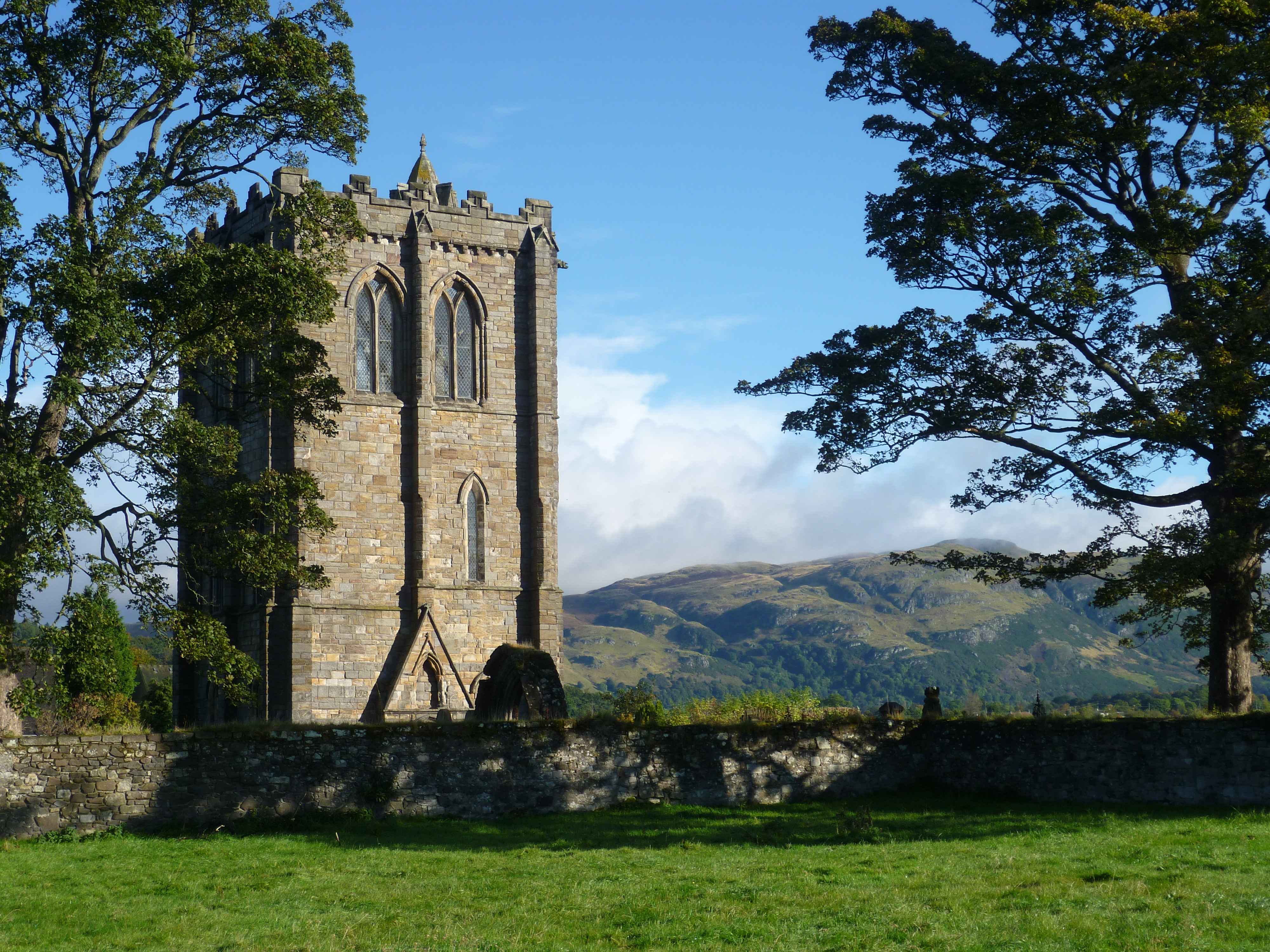
Der Glockenturm von Cambuskenneth Abbey

Das Kirchenportal von Cambuskenneth Abbey, heute Zugang zum örtlichen Friedhof

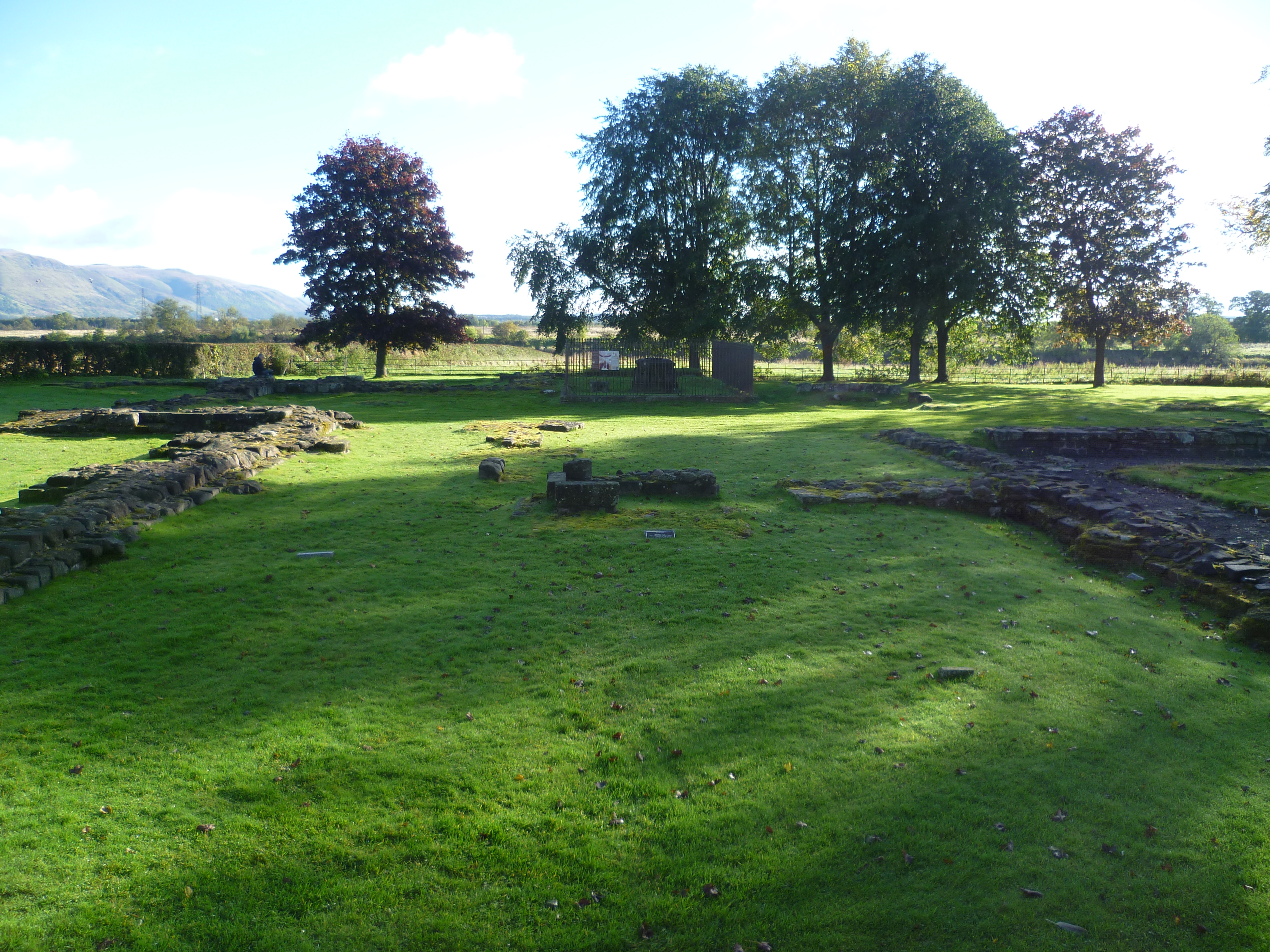
Blick nach Osten in das Kirchenschiff von Cambuskenneth Abbey, links und rechts die Arme des Querschiffes

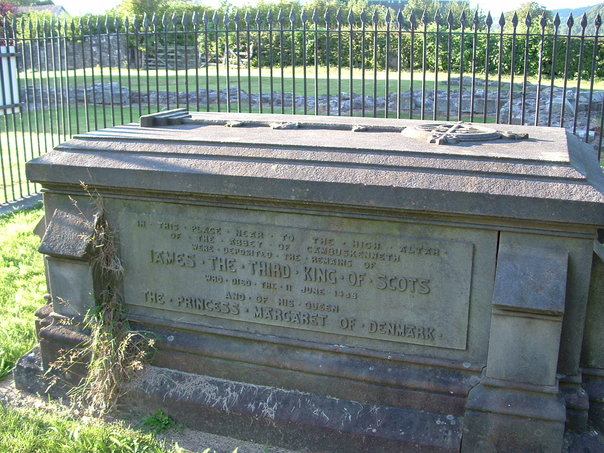
Klassizistischer Sarkophag Jakob III. und seiner Gemahlin Margarethe von Dänemark

Cambuskenneth Abbey (auch Abbey of St Mary of Stirling, Stirling Abbey) ist die Ruine eines spätmittelalterlichen Klosters des Arrouaise- bzw. späteren Augustinerordens nahe Stirling in Schottland. Sie befindet sich in einer Mäanderschleife gegenüber der Stadt. Die Bausubstanz ist heute außer einem freistehenden Glockenturm, den Resten eines Portals, sowie Resten eines Wohn- oder Wirtschaftsgebäudes am Flussufer weitgehend auf die Grundmauern reduziert. Das benachbarte moderne Dorf Cambuskenneth wurde nach dem ehemaligen Kloster benannt.

## Geschichte

### Errichtung und frühe Geschichte
König David I. ließ Cambuskenneth Abbey um das Jahr 1140 im Rahmen seiner Bestrebungen um die Erneuerung und Reformierung der schottischen Kirche errichten. Die Abtei war der Jungfrau Maria gewidmet und daher ursprünglich als Abbey of St Mary of Stirling bekannt. Gelegentlich erfolgte auch die verkürzte Nennung als Stirling Abbey. Die Hauptstraße, die von der königlichen Residenz in Stirling Castle den Burgberg in Richtung Abtei führt, heißt noch heute St Mary’s Wynd.
Cambuskenneth zählte zu den bedeutendsten Abteien in Schottland, zum Teil aufgrund ihrer Nähe zur königlichen Stadt Stirling, einem führenden städtischen Zentrum des Landes, das strategisch den Zugang zum Norden Schottlands darstellte, und zu mancher Zeit Hauptstadt. Ihren Status als königliche Abtei in der Nähe einer großen nationalen Festung kann mit dem der Holyrood Abbey vis à vis Edinburgh verglichen werden. Das Königshaus, einschließlich des englischen Königs Eduard und des späteren schottischen Königs Robert the Bruce, suchten die Abtei oft auf und hielten Andachten.
Der schottische Nationalheld William Wallace verbrachte um 1290 einen Teil seiner Jugend bei einem Onkel, der Kleriker in der Abtei war.
Robert I. hielt hier 1314, kurz nach der Schlacht von Bannockburn, sowie 1326 sein Parlament ab; letzteres um einerseits die Nachfolge seines Sohnes David zu bestätigen und letztlich auch den Übergang der Königswürde an die Familie Stuart im Falle des erbenlosen Todes zu regeln, der 1371 mit der Krönung von Robert Stuart erfolgen sollte. 1383 wurde Cambuskenneth von der Armee des englischen Königs Richard II. niedergebrannt und danach wieder instand gesetzt. Inwieweit sich diese Baumaßnahmen im endgültigen Erscheinungsbild widerspiegelten, lässt sich aus dem heute zugänglichen Grundriss nicht mehr ersehen.
1486 starb Margarethe von Dänemark nahe Stirling Castle und wurde in der Abtei beigesetzt. Als ihr Ehemann Jakob III. am 11. Juni 1488 in der Schlacht von Sauchieburn, knapp fünf Kilometer südlich der Abtei, im Kampf gegen aufständische Adlige fiel, wurde auch sein Leichnam zum Begräbnis in das Kloster gebracht. 1865 wurde das Grab durch Col. Sir James Alexander geöffnet, der zwei Skelette vorfand, die jedoch weitestgehend zerfielen. Der heute sichtbare klassizistische Sarkophag mit Wappen und lateinischer Inschrift stammt aus den 1860er Jahren. Er wurde von Königin Victoria gestiftet und im Bereich des Grabes vor dem früheren Hochaltar aufgestellt. Jakobs Sohn, Jakob IV., bereitete ebenfalls seine Bestattung in Cambuskenneth Abbey vor, wurde jedoch 1513 nach seinem Tod in der Schlacht von Flodden Field wahrscheinlich im Kloster von Sheen in Surrey beigesetzt, wo sein Leichnam in den Wirren der Reformation verloren ging.

### Niedergang
Die Abtei verlor während der Schottischen Reformation ihre Bedeutung. 1559 lebten dort nur noch einige wenige Mönche. Die Abtei war geschlossen und die meisten der Gebäude niedergebrannt und geplündert. Die frühere Abtei lag danach unter der Jurisdiktion des Militärgouverneurs von Stirling Castle, der den Großteil des Mauerwerks von Kirche und Nebengebäuden entfernte, um sie für Baumaßnahmen in der Burg zu nutzen. Dieser Verwalter, John Erskine, 17. Earl of Mar, Vormund von Jakob V. sowie Maria Stuart, soll zudem große Teile der Ruine zur Errichtung seines prächtigen Stadtpalastes in Stirling, Mar’s Wark, verwendet haben.
Von der einst wohlhabenden Abtei sind heute nur zumeist nur noch kniehohe Ruinen erhalten. Einzig der aus dem späten 13. Jahrhundert stammende freistehende Glockenturm im Südwesten der früheren Kirche mit erhaltenen figuralen Darstellungen Brüstungsbereich ist vollständig intakt. Er zeigt sich heute im Zustand nach einer Renovierung im Jahr 1865.
Die Abtei wurde 1908 von der britischen Krone erworben und wird von Historic Scotland verwaltet. Das Klostergelände ist eingezäunt und Besuchern im Sommer frei zugänglich. Das Erdgeschoss des Glockenturms kann besichtigt werden. Die Treppen zu den oberen Geschossen sind verschlossen, werden aber gelegentlich geöffnet.

## Abteikirche und Klostergebäude
Bei der Abteikirche des frühen 13. Jahrhunderts hat es sich um eine langschmale Basilika mit einem eingestellten Rechteckchor, kurzen Querhausarmen, einem quadratischen Vierungsturm sowie einem eckigen Chorabschluss gehandelt. Der Chorbereich war vom Kirchenschiff sowie den Querhausarmen durch solide Wände abgeteilt. Der Grundriss erinnert an Bauten des Zisterzienserordens. Das Langhaus besaß nur ein nördliches Seitenschiff, das eventuell einen Anbau des späteren 13. oder frühen 14. Jahrhunderts darstellt, und erscheint dadurch asymmetrisch. Östlich schlossen sich ein Kreuzgang sowie die Wohn- und Wirtschaftsbauten der Mönche, darunter ein Refektorium sowie das Kapitelhaus an. Östlich, direkt neben einem modernen Gehöft in der Flussschleife des Forth, befinden sich noch heute größere Mauerreste von zwei Wohn- und Wirtschaftsgebäuden.